# Университет Тоный (станция метро)
«Университет Тоный» (кор. 동의대 Тоныйдэ) — подземная станция Пусанского метро на Второй линии. Она представлена двумя боковыми платформами. Станция обслуживается Пусанской транспортной корпорацией. Расположена в квартале Кая 2(и)-дон административного района Пусанджин-гу Пусана (Республика Корея). На станции установлены платформенные раздвижные двери.
Станция названа из-за расположенного поблизости частного университета Тоный.
Станция была открыта 30 июня 1999 года.
Открытие станции было совмещено с открытием 1-й очереди Второй линии — участка длиной 20,9 км и ещё 19 станцийː «Пуам» (220), «Кая», «Кэгым», «Нэнджон», «Чуре», «Камджон», «Сасан», «Токпхо», «Модок», «Мора», «Кунам», «Кумён», «Токчхон», Суджон, «Хвамён», «Юлли», «Тонвон», «Кымгок» и «Хопхо» (239).